# Ryan Bowman
Ryan Michael Bowman (* 30. November 1991 in Carlisle) ist ein englischer Fußballspieler, der bei Exeter City unter Vertrag steht.

## Karriere
Ryan Bowman begann seine Karriere in seiner Geburtsstadt bei Carlisle United. Bis zum Jahr 2009 spielte er dabei im Juniorenbereich. Bevor er sein Debüt als Profi in Carlisle gab, wurde er an den AFC Workington in die National League North verliehen. Mit Carlisle United gewann er 2011 die League Trophy im Finale gegen den FC Brentford. Im gleichen Jahr folgte ein Wechsel des 19-jährigen Bowman zum Fünftligisten FC Darlington. Der Verein wurde am Ende der Saison 2011/12 aufgelöst, woraufhin Bowman zum Ligakonkurrenten Hereford United kam. Durch seine Treffsicherheit wurde der englische Viertligist York City auf ihn aufmerksam, der ihn für die Spielzeit 2013/14 verpflichtete. Ab 2014 stand er zwei Jahre bei Torquay United unter Vertrag. Dieser verlieh den Stürmer in der Saison 2015/16 an den FC Gateshead. Nach dem Auslaufen der Leihe wurde er von seinem Verein aus Torquay nach Gateshead abgegeben. Im August 2016 wechselte er zum FC Motherwell nach Schottland. Mit Motherwell erreichte er 2017 das Finale im schottischen Ligapokal das gegen Celtic Glasgow verloren wurde. Im Januar 2019 wechselte Bowman zum englischen Viertligisten Exeter City.